# 演奏

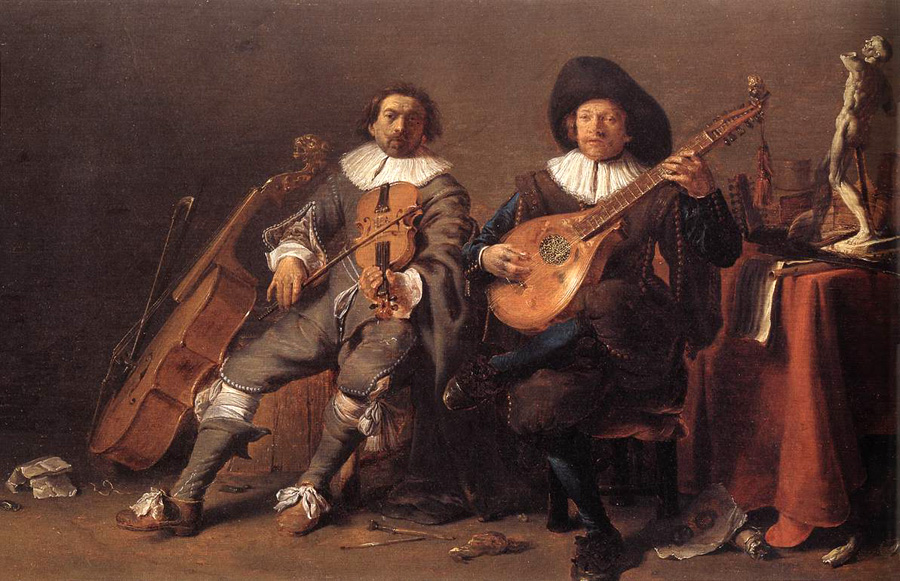
コルネリス・サフトレーフェンが描いた絵。

演奏（）とは、音楽行為の中で音を出す行為をいう。英語でplay（プレイ）といわれるもののひとつ。広義には楽器以外に人声も含む場合もある。

## 演奏表現
演奏表現の構成要素として、技術、知識、意識が三要素として挙げられることがある。
1. 技術
技術には、まずメカニックがあり、十分に楽器を鳴らすという身体能力的側面での技術がある[1]。メカニックがある程度身についた後に、自己の感性を表現するための表現技術としてのテクニックがあるとされる[1]。18世紀には音楽の勉強はまず作曲の勉強とされ、自作を表現するために楽器が学ばれた[1]。
2. 知識
演奏に関する知識として、作曲家に関わる知識や作品に関わる知識、時代背景や国情などの歴史的要素、和声学に関する知識（和声、対位法、フーガなど）、楽式に関する知識（音階、旋法、楽語、記譜法など）、楽器学に関する知識（楽器の特性や使用上の注意点など）、人声に関する知識（声種や発声法など）、音律に関する知識（調律法など）、音響に関する知識（会場の音響や残響など）、指揮法に関する知識（バトンテクニックやスコアリーディングなど）がある[1]。
3. 意識
演奏は意欲、意思、意図を伴って行われ、演奏の中心になる要素とされるが、明確な図式化や数量化は困難で教育や指導が難しい要素とされる[1]。

## 演奏教育
演奏教育には、義務教育の音楽科のように演奏が手段として用いられている場合と、音楽を学ぶ大学や音楽学校、音楽教室のように演奏が目的として行われている場合がある。

## 演奏権上の演奏
演奏権上の「演奏」には生演奏だけでなくCDなどの媒体の再生も含まれるとされている。